# Patrick Santer
 (juin 2021).
Si vous disposez d'ouvrages ou d'articles de référence ou si vous connaissez des sites web de qualité traitant du thème abordé ici, merci de compléter l'article en donnant les références utiles à sa vérifiabilité et en les liant à la section « Notes et références ».
Patrick Santer, né le 16 août 1970 à Luxembourg-Ville, est un avocat et homme politique luxembourgeois du Parti populaire chrétien-social (CSV).

## Biographie
Patrick Santer est le fils de Jacques Santer, ancien Premier ministre (1984-1995) et président de la Commission européenne (1995-1999).
Santer s'est présenté à la Chambre des députés dans la circonscription du Centre aux élections de 1999, terminant dixième sur la liste CSV, avec six élus. Toutefois, cela l'a qualifié pour remplacer Astrid Lulling, qui a elle-même été nommée pour remplacer Viviane Reding au Parlement européen après la nomination de Reding commissaire européenne. Il a donc siégé à la Chambre du 12 octobre 1999 au 5 juin 2004. Il a remporté le neuvième plus grand nombre de voix sur la liste CSV aux élections de 2004, avec huit élus. Santer a pris un siège lorsque trois de ceux qui ont été élus au-dessus de lui ont été nommés ministres du gouvernement. Par conséquent, il a siégé du 3 août 2004 au 11 mars 2009, date à laquelle il a démissionné.